# Spider-Man: Homecoming
Spider-Man: Homecoming és una pel·lícula de superherois de 2017 basada en el personatge de Marvel Comics Spider-Man. Coproduïda per Columbia Pictures i Marvel Studios, i distribuïda per Sony Pictures Releasing, és el segon rellançament del personatge al cinema i la setzena pel·lícula del Marvel Cinematic Universe (MCU). La pel·lícula està dirigida per Jon Watts, a partir d'un guió fet pels equips de Jonathan Goldstein i John Francis Daley, Watts i Christopher Ford, i Chris McKenna i Erik Sommers. Tom Holland protagonitza la pel·lícula com a Peter Parker / Spider-Man, juntament amb Michael Keaton, Jon Favreau, Zendaya, Donald Glover, Tyne Daly, Marisa Tomei i Robert Downey Jr. A Spider-Man: Homecoming, Peter Parker intenta mantenir un equilibri entre la vida a l'institut i ser Spider-Man, mentre s'enfronta a Vulture.
El febrer de 2015, Marvel Studios i Sony van arribar a un acord per compartir els drets del personatge, i van integrar-lo al ja establert MCU. El següent juny, Holland fou escollit per interpretar el personatge i Watts per dirigir la pel·lícula. Poc després, van contractar Daley i Goldstein. L'abril de 2016 es va anunciar el títol de la pel·lícula, juntament amb el repartiment addicional, que incloïa Downey com a Tony Stark / Iron Man. El rodatge va començar el juny de 2016 als estudis Pinewood d'Atlanta, i va continuar a les ciutats d'Atlanta, Los Angeles i Nova York. El nom de la resta de guionistes es va revelar durant el rodatge, que va concloure l'octubre de 2016 a Berlín. L'equip de producció va intentar diferenciar la pel·lícula de les entregues anteriors on apareixia el personatge.
Spider-Man: Homecoming es va estrenar a Hollywood el 28 de juny de 2017. Homecoming va ingressar més de 880 milions de dòlars arreu, fet que convertia la pel·lícula en la segona pel·lícula més reeixida de Spider-Man i la sisena que més va recaptar el 2017. Va rebre elogis pel seu to lleuger i l'èmfasi en la vida a l'institut de Parker, i per les actuacions de Holland i Keaton. La seqüela de la pel·lícula, Spider-Man: Far From Home, s'estrenarà el 5 de juliol de 2019.

## Argument
Després de la Batalla de Nova York, Adrian Toomes i la seva empresa de neteja són contractats per netejar la ciutat, però el Department of Damage Control (D.O.D.C.), una aliança entre Tony Stark i el govern nord-americà, passa a ocupar-se de l'operació. Enfadat per haver perdut la feina, Toomes intenta convèncer els seus empleats perquè es quedin la tecnologia Chitauri que ja havien recollit i l'emprin per construir i vendre armes avançades. Vuit anys després, Stark recluta Peter Parker als Avengers per ajudar amb una disputa interna, però segueix amb els seus estudis a la Midtown School of Science and Technology quan Stark li diu que encarà no està a punt per convertir-se totalment en un membre del grup.
Parker deixa l'equip de l'escola de decatló acadèmic per passar-se més temps centrat en lluitar contra el crim com a Spider-Man. Una nit, després d'aturar que uns criminals robessin d'un caixer automàtic fent servir l'alta tecnologia de Toomes, Parker torna al seu apartament a Queens on el seu millor amic Ned descobreix la seva identitat secreta. Una altra nit, Parker es troba Jackson Brice / Shocker i Herman Schultz, associats de Toomes, venent armes al criminal Aaron Davis. Parker salva Davis abans de ser enxampat per Toomes, que el llança a un llac on gairebé s'ofega després de quedar-se enxarxat a un paracaigudes inclòs al seu vestit. És rescatat per Stark, que monitoritza el vestit de Spider-Man que va donar a Parker, i l'avisa que no s'impliqui més amb els criminals. Accidentalment, Toomes mor Brice amb una de les seves armes, i Shultz esdevé el nou Shocker.
Parker i Ned estudien una arma que Brice s'havia deixat i n'extreuen el nucli d'energia. Quan un dispositiu de rastreig sobre Schultz porta a Maryland, Parker torna a l'equip de decatló i els acompanya a Washington DC al campionat nacional. Ned i Parker desactiven el rastrejador que Stark havia afegit al vestit de Spider-Man, i en desbloquegen les característiques més avançades. Parker intenta aturar que Toomes robi armes d'un camió del D.O.D.C., però és atrapat dins del camió i es perd el campionat de decatló. Quan descobreix que el nucli d'energia és una granada Chitauri inestable, Parker corre cap al Monument a Washington, on explota i deixa Ned i els seus amics atrapats a un ascensor. Evadint les autoritats locals, Parker rescata els seus companys, incloent-hi la companya de classe i interès amorós Liz. Quan tornen a Nova York, Parker demana a Davis que reveli on es troba Toomes. A bord del ferri de Staten Island, Parker captura el nou comprador de Toomes Mac Gargan, però Toomes s'escapa i el mal funcionament d'una arma parteix el ferri per la meitat. Stark ajuda a Parker a salvar els passatgers i li pren el vestit de resultes de la seva imprudència.
Parker retorna a la seva vida d'institut, i acaba demanant a na Liz fer el ball de l'escola junts. La nit del ball, Parker descobreix que Toomes és el pare de Liz. Després de deduir la identitat secreta de Parker a partir de la descripció que la seva filla havia fet d'ell, Toomes amenaça amb venjar-se si Parker interfereix amb els seus plans. Durant el ball, Parker s'adona que Toomes vol segrestar un avió del D.O.D.C. que transporta armes des de l'Avengers Tower fins a la nova seu de l'equip. Es posa el seu vestit vell de Spider-Man, que havia fet ell mateix, i es dirigeix al cau de Toomes. Inicialment és emboscat per Schultz, però el venç amb l'ajuda de Ned. Al cau, Toomes destrueix les bigues que sostenen l'edifici i se'n va, deixant a Parker perquè mori. Parker s'escapa de les ruïnes i intercepta l'avió, fent-lo virar perquè xoqui a la platja prop de Coney Island. Ell i Toomes continuen lluitant; Parker acaba salvant-li la vida després que el seu vestit de Vulture explotés, i el deixa a la policia juntament amb el carregament de l'avió. Després de la detenció del seu pare, Liz se'n va, i Parker rebutja una oferta de Stark per unir-se completament als Avengers. Stark li torna el vestit a Parker, que s'està emprovant a la seva habitació quan la seva tieta May entra.
En una escena a la meitat dels crèdits, Gargan s'aproxima a Toomes a la presó. Gargan ha sentit que Toomes coneix la identitat real de Spider-Man, fet que Toomes nega.

## Repartiment

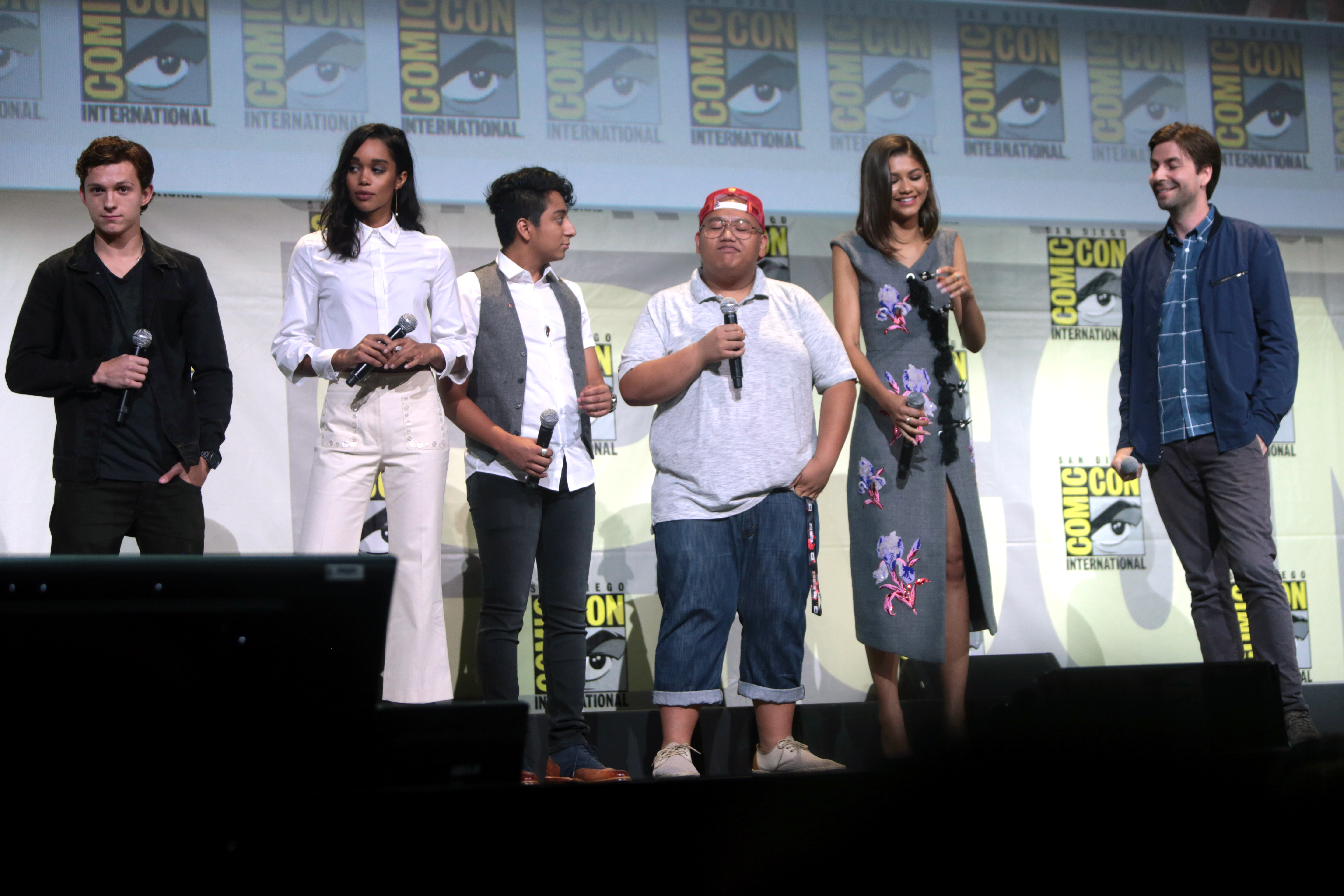
D'esquerra a dreta: Tom Holland, Laura Harrier, Tony Revolori, Jacob Batalon, Zendaya i el director Jon Watts promocionant Spider-Man: Homecoming a la Convenció Internacional de Còmics de San Diego de 2016.

- Tom Holland com a Peter Parker / Spider-Man:

Un noi de quinze anys que va obtenir poders semblants als d'una aranya després de ser picat per una aranya modificada genèticament. Els productors Kevin Feige i Amy Pascal van quedar impressionats per les actuacions de Holland a The Impossible (2012), Wolf Hall (2015) i In the Heart of the Sea (2015). Holland es va inspirar en Tobey Maguire i Andrew Garfield, actors que havien prèviament havien interpretat el paper de Spider-Man, però esperava oferir quelcom "nou i emocionant" amb la seva encarnació del personatge, la primera en centrar-se en Parker "tractant problemes quotidians per a un noi de quinze anys i alhora intentant salvar la ciutat." Holland va assistir a The Bronx High School of Science al Bronx durant uns dies per preparar-se pel paper, on la resta d'estudiants no sabien que seria l'actor que faria de Spider-Man. Holland creia que això es traduiria bé a la pel·lícula, on la resta de personatges no sospiten que Parker sigui Spider-Man. Holland tardava entre 25 i 45 minuts en posar-se el vestit, segons si havia de dur un arnès de seguretat sota el vestit. Holland va signar un contracte per a sis pel·lícules de l'MCU, tres de les quals eren pel·lícules de Spider-Man.
- Michael Keaton com a Adrian Toomes / Vulture:

Un netejador convertit en traficant d'armes després que la seva empresa faci fallida. Fa servir un vestit amb ales mecàniques fet amb tecnologia Chitauri. Toomes és el pare de Liz, l'interès amorós de Parker. El director Jon Watts volia que fos una "persona normal", més semblant al paper de John C. Reilly a Guardians of the Galaxy (2014) que al d'altres malvats de l'MCU com Thanos o Ultron, per acompanyar Spider-Man, un "noi normal que es converteix en superheroi". Això va permetre a Toomes evitar despertar l'interès dels Avengers, i que existís algú que Parker pogués vèncer mentre encara aprenia a fer servir les seves habilitats. Keaton va dir que Toomes no era totalment malvat, ja que "hi ha parts d'ell que et fan dir, 'Saps què? Puc veure el seu motiu'." El coproductor Eric Hauserman Carroll va considerar Toomes "el Tony Stark fosc", un "empresari amb una família. Vol vigilar les seves criatures ... No té aquests grans deliris de grandesa on vol regnar el món, o reemplaçar el govern, o fins i tot derrotar els Avengers o res. Només vol la seva oportunitat per la bona vida." Keaton havia interpretat Batman a la pel·lícula de 1989 dirigida per Tim Burton, i a la seva seqüela de 1992.
- Jon Favreau com a Harold "Happy" Hogan:

L'antic cap de seguretat per Stark Industries, i xofer i guardaespatlles de Tony Stark. Hogan vigila Parker durant la pel·lícula; Favreau va dir que Parker "necessita algú per ajudar-lo". Favreau havia interpretat Hogan anteriorment a les pel·lícules d'Iron Man, havent dirigit també les dues primeres pel·lícules d'aquesta saga, i va descriure el seu retorn com a actor com a entretingut, permetent-lo "mantenir la relació amb l'MCU ... Especialment quan els realitzadors et cuiden, i cuiden dels personatges i la història."
- Zendaya com a Michelle "MJ" Jones:

Una de les companyes de classe de Parker. Zendaya, que la considerava una estranya però llesta, va dir que el personatge "sent que no necessita parlar amb gent" a causa de la seva intel·ligència. Va afegir que era "refrescant" que Michelle fos estranya i diferent, i creia que "molts joves —especialment noies joves— s'hi poden sentir identificats." Watts va comparar el personatge amb Allison Reynolds, interpretada per Ally Sheedy, de The Breakfast Club (1985) o Lindsay Weir, interpretada per Linda Cardellini, de Freaks and Geeks (1999–2000). El personatge no és una adaptació de Mary Jane Watson, però se li va donar les inicials "MJ" per "recordar aquella dinàmica", amb els guionistes "plantant llavors en aquesta pel·lícula" per comparacions amb Watson, però fent-la "totalment diferent". Feige va afegir que Michelle "no està obsessionada amb" Parker com Watson en certes ocasions als còmics, "simplement és observadora".
- Donald Glover com a Aaron Davis:

Un criminal que intenta comprar armes a Toomes. Davis és l'oncle de Miles Morales, una versió de Spider-Man, als còmics. Glover havia doblat Morales a la sèrie de televisió Ultimate Spider-Man, i havia fet campanya per interpretar Spider-Man en una pel·lícula el 2010. Watts n'era coneixedo, i quan fou contractat va demanar a Feige que Glover participés a la pel·lícula. El paper estava dissenyat com "un regal sorpresa per als seguidors", i Davis menciona el seu nebot per possibles aparicions futures de Morales en pel·lícules de l'MCU.
- Tyne Daly com a Anne Marie Hoag: La cap del fictici Department of Damage Control dels Estats Units.[29][30]
- Marisa Tomei com a May Parker:

La tia de Peter Parker. Les primeres informacions sobre l'elecció de Tomei van causar una reacció negativa a les xarxes socials, amb els fans de còmics opinant que l'actriu era "massa jove i atractiva per interpretar el personatge", ja que en pel·lícules anteriors havia estat interpretada per actrius més grans que Tomei. Sobre la tria, el coguionista de Captain America: Civil War Stephen McFeely va dir que, per l'univers cinematogràfic de Marvel, intentaven fer Peter "el més realista possible...En part, és per això que la seva tia no té 80 anys; si és la germana de la seva difunta mare, per què ha de ser de dues generacions abans?" Carroll va afegir que l'equip creatiu buscava més una "germana gran" o algú més proper en edat a Peter Parker durant el càsting. Després de fer recerca pel personatge, Tomei va proposar que l'envellissin, si bé no es va acabar fent. Tomei creia que hi havia un "full en blanc" a partir del qual podia desenvolupar el personatge, i va parlar amb Watts sobre fer que May fos una "organitzadora comunitària o implicada amb el barri" per indicar l'origen dels valors de Peter.
- Robert Downey Jr. com a Tony Stark / Iron Man:

S'autodescriu com un geni, bilionari, playboy i filantrop amb vestits armadura mecànics que ell mateix ha inventat. És el mentor de Parker i creador del Department of Damage Control. El president de Sony Pictures Motion Picture Group Tom Rothman va apuntar que, més enllà de l'avantatge comercial d'incloure Downey a la pel·lícula, la inclusió de Stark era important a causa de la relació establerta entre ell i Parker a Captain America: Civil War. Watts va dir que després de les accions de Stark a Civil War, introduint Parker a la vida com a Avenger, "això té moltes repercussions. És un primer cap a Tony com una mena de mentor? Està còmode amb això?" El coguionista Jonathan Goldstein va comparar Stark amb el personatge d'Ethan Hawke a Boyhood (2014).
Addicionalment, Gwyneth Paltrow, Kerry Condon i Chris Evans van reprendre els seus papers com a Pepper Potts, F.R.I.D.A.Y., i Steve Rogers / Captain America, respectivament. Rogers apareix en anuncis de servei públic a l'institut de Parker. Jacob Batalon interpreta el millor amic de Parker, Ned, un "jugador de videojocs complet", que Batalon va descriure com "millor noi per excel·lència, el número dos, el noi a la cadira" per Parker. Marvel va fer servir Ned Leeds com a base pel personatge, que no té un cognom ni al guió ni a la pel·lícula, però essencialment va crear el seu propi personatge. Carroll va dir que Ned i altres personatges a la pel·lícula són barreges d'alguns dels seus preferits dels còmics de Spider-Man, i tot i que Ned podria acabar amb el cognom "Leeds", no és segur. Laura Harrier interpreta Liz, una estudiant, l'interès amorós de parker i filla de Toomes. Tony Revolori fa d'Eugene "Flash" Thompson, rival i company de classe de Parker. El personatge sovint es representa com un pinxo blanc als còmics; l'actor americà d'origen guatemaltenc va rebre amenaces de mort després de la seva elecció. Revolori va treballar per "fer-li justícia", en ser un personatge important als seguidors. En lloc de fer-lo un esportista físicament imponent, Thompson fou reimaginat com un "noi ric i cregut" per fer una mirada moderna a l'assetjament. Aquesta representació com a assetjador a les xarxes socials provenia de l'experiència de Holland a The Bronx High School of Science. Revolori va guanyar 27 kg per fer el paper.
Garcelle Beauvais interpreta Doris Toomes, dona d'Adrian i mare de Liz, i Jennifer Connelly dona la veu de Karen, la intel·ligència artificial al vestit de Parker. Hemky Madera apareix com a Mr. Delmar, el propietari de la bodega local. Bokeem Woodbine i Logan Marshall-Green respectivament interpreten Herman Schultz i Jackson Brice, les dues encarnacions de Shocker; són còmplices de Toomes que fan servir versions modificades dels guantellets de Crossbones. Michael Chernus és Phineas Mason / Tinkerer, Michael Mando apareix com a Mac Gargan, i Christopher Berry com a Randy. Entre el professorat de l'institut de Parker hi ha Kenneth Choi, que prèviament havia interpretat Jim Morita a l'MCU, com al director Morita, descendent de Jim; Hannibal Buress com l'entrenador Wilson, el professor de gimnàs de l'escola, que va descriure com "un dels personatges estúpids que no s'adonen que [Parker és] Spider-Man"; Martin Starr, que prèviament havia tingut un paper a L'increïble Hulk (2008), com a Mr. Harrington, un professor i entrenador de decatló acadèmic; Selenis Leyva com a Ms. Warren; Tunde Adebimpe com a Mr. Cobbwell; i John Penick com a Mr. Hapgood. Entre els companys de classe de Parker hi ha Isabella Amara com a Sally; Jorge Lendeborg Jr. com a Jason Ionello; J. J. Totah com a Seymour; Abraham Attah com a Abraham; Tiffany Espensen com a Cindy; Angourie Rice com a Betty Brant; Michael Barbieri com a Charles i Ethan Dizon com a Tiny. Martha Kelly apareix a la pel·lícula com a guia turística, i Kirk Thatcher fa un cameo com a "punk", un homenatge al seu paper a Star Trek 4: Missió salvar la Terra. El cocreador de Spider-Man Stan Lee també fa un cameo, com un resident de Nova York que veu la confrontació de Parker amb un veí. Jona Xiao fou contractada per un paper no revelat, però no va aparèixer a la pel·lícula final.

## Producció

### Desenvolupament
Hi ha tantes coses dels còmics que encara no s'han fet... històries [on Spider-Man és] a l'institut en bona part. Volem explorar-ho. Això també el fa molt, molt diferent de qualsevol altre personatge a l'univers cinematogràfic de Marvel 
Després del ciberatac a Sony el novembre de 2014, es van publicar correus entre la copresidenta de Sony Pictures Entertainment Amy Pascal i el president Doug Belgrad, on s'afirmava que Sony volia que Marvel Studios produís una nova trilogia de pel·lícules de Spider-Man, on Sony en mantingués "el contorl creatiu, el màrqueting i la distribució". La discussió entre Sony i Marvel es va trencar, i Sony va planejar la creació d'una nova sèrie de pel·lícules del personatge pel seu compte. Tanmateix, el febrer de 2015 Sony Pictures i Marvel Studios van anunciar que llançarien noves pel·lícules de Spider-Man, amb Kevin Feige i Pascal com a productors (la darrera a través de la seva empresa Pascal Pictures). El personatge apareixeria abans en una altra pel·lícula de l'univers cinematogràfic de Marvel, que acabaria sent Captain America: Civil War. Segons l'acord, Marvel Studios exploraria oportunitats per integrar personatges del seu univers en futures pel·lícules de Spider-Man, mentre que Sony Pictures finançaria, distribuiria i tindria el control creatiu. Tots dos estudis poden finalitzar el contracte en qualsevol punt, i no es va fer cap pagament en marc de l'acord. Tanmateix, es va fer un canvi menor a un acord del 2011 pel qual Marvel rebia tots els drets de marxandatge del personatge, a canvi d'un únic pagament de 175 milions de dòlars a Sony, i de pagar fins a 35 milions de dòlars per cada pel·lícula de Spider-Man, en lloc de rebre el 5% dels ingressos totals de les pel·lícules—Marvel podia reduir el seu pagament de 35 milions de dòlars si la pel·lícula co-produïda ingressava més de 750 milions de dòlars. Lone Star Funds també va cofinançar la pel·lícula amb Sony, a través de LSC Film Corporation, cobrint el 25% del pressupost de 175 milions de dòlars, mentre que Columbia Pictures va ser-ne coproductora juntament amb Marvel Studios. Sony també va pagar a Marvel una quantitat no revelada per haver-la produït.
Marvel havia estat treballant per afegir Spider-Man a l'univers cinematogràfic de Marvel almenys des de l'octubre de 2014, quan van anunciar els seus plans per la tercera fase, amb Feige dient que "Marvel no vol anunciar res oficialment fins que no estigui totalment confirmat. Així que vam seguir endavant amb aquell pla A a l'octubre, amb el pla B sent que si s'arribés [a l'acord] amb Sony, com canviaria tot. Hem estat pensant en [una pel·lícula de Spider-Man] des que hem començat a pensar en la Fase Tres." Avi Arad i Matt Tolmach, productors de la saga The Amazing Spider-Man, havien de ser-ne els productors executius, i no retornarien per la pel·lícula ni el director Marc Webb ni l'actor Andrew Garfield. Sony buscava un actor més jove que Garfield per interpretar Spider-Man, amb Logan Lerman i Dylan O'Brien com a candidats preferits. El març de 2015, Drew Goddard estava sent considerat per escriure i dirigir la pel·lícula, mentre que O'Brien va declarar que no havia estat contactat pel paper. Goddard, que prèviament havia estat connectat amb una pel·lícula de Sony basada en els Sinister Six, va dir que havia declinat treballar en la nova pel·lícula en creure que "no tenia cap idea". El mes següent, mentre promocionava Avengers: Age of Ultron, Feige va dir que el personatge de Peter Parker tindria entre 15 i 16 anys a la pel·lícula, que no s'hi explicaria l'origen del personatge, "ja que ja hi ha hagut dues versions de l'origen en els darrers [tretze anys, així que] donarem per fet que el públic ho sap". L'oncle Ben de Parker és mencionat a la pel·lícula, malgrat que no pel seu nom. Més endavant, Nat Wolff, Asa Butterfield, Tom Holland, Timothée Chalamet i Liam James estaven sent considerats per Sony i Marvel per interpretar el personatge, amb Holland i Butterfield com a candidats destacats.
El maig de 2015, Jonathan Levine, Ted Melfi, Jason Moore, l'equip de guionistes de John Francis Daley i Jonathan Goldstein, i Jared Hess estaven sent considerats com a possibles directors per la pel·lícula. Butterfield, Holland, Judah Lewis, Matthew Lintz, Charlie Plummer i Charlie Rowe van gravar escenes de prova juntament amb Robert Downey Jr., que fa de Tony Stark / Iron Man a l'univers cinematogràfic de Marvel, per comprovar la "química" existent. Tots sis foren els escollits entre 1500 actors per fer una prova davant de Feige, Pascal, i els germans Russo — directors de Captain America: Civil War. A principis de juny de 2015, Levine i Melfi eren els preferits per dirigir la pel·lícula, i Daley, Goldstein i Jon Watts també hi eren candidats, mentre que Feige i Pascal van reduir els actors que s'estaven considerant a Holland i Rowe, que van tornar a fer proves amb Downey. Holland també va actuar amb Chris Evans, que representa el Capità Amèrica, i va acabar sent el favorit pel paper. El 23 de juny, Marvel i Sony van anunciar oficilament Holland pel paper de Spider-Man, i que Watts dirigiria la pel·lícula. Els Russo "van deixar clar qui volien pel paper", fent pressió per donar el paper a un actor proper a l'edat de Peter Parker per allunyar-se d'encarnacions anteriors. També van elogiar Holland per la seva experiència amb la dansa i la gimnàstica. Watts va poder llegir el guió de Civil War, parlar amb els Russo, i va ser al plató a les escenes on apareixia Spider-Man. Va poder "veure què feien amb ell" i donar "idees sobre això i allò", incloent-hi com era l'habitació i l'armari de Parker "per tal que la meva pel·lícula fos una transició fluida amb la seva". Watts va mostrar-se content d'explorar la "planta baixa" de l'univers cinematogràfic de Marvel, un món on existien personatges com els Avengers però que només han aparegut "al nivell més alt del món Marvel".
Abans d'esdevenir el director de la pel·lícula, Watts va crear imatges de Nick Fury com a mentor de Parker a la història en imatges de mostra, dient "no sé quina seria la situació, però seria una persona amb qui voldria posar-se en problemes." Feige digué que les pel·lícules de John Hughes serien una influència notable, i que el creixement personal de Parker seria tan important com el seu paper com a Spider-Man. Va subratllar que "a aquesta edat, a secundària, tot sembla de vida o mort". També va dir que esperava utilitzar un enemic de Parker que no hagués aparegut en cap altra pel·lícula, i que el rodatge començaria el juny de 2016. El juliol de 2015, es va fer públic que s'havia ofert a Marisa Tomei el paper de May Parker, la tia de Peter. També es va revelar que Daley i Goldstein, tot i no haver estat seleccionats com a directors, havien entrat en negociacions per escriure el guió, i se'ls va donar tres dies per presentar una idea de guió. Tots dos van confirmar poc després que havien arribat a un acord per escriure el guió. Daley i Goldstein van proposar una aproximació al personatge "diametralment oposada" a la de pel·lícules anteriors, havent fet una llista de tots els elements que s'hi havien vist i dels quals intentarien distanciar-se'n activament. Van triar centrar-se en la vida escolar del personatge més que en "el drama i el pes de la tragèdia que porta a l'origen de Spider-Man". Creien també que això el diferenciaria de la resta de superherois de les pel·lícules de Marvel. Daley va dir que la pel·lícula era sobre Parker "trobant el seu lloc" a l'univers cinematogràfic de Marvel, i l'equip de redacció va voler centrar-se en com "assumia les seves noves habilitats i no poder-les emprar reeixidament", i com "carregava algunes pors i debilitats reals i humanes", com el vertigen en escalar el Monument a Washington. Daley va assenyalar que "fins i tot en el context de la pel·lícula, no crec que sentissis la por a les altures o el vertigen que el públic sent en aquesta escena si abans el presentes gronxant-se en gratacels de bon principi." Els guionistes també van voler evitar recórrer als gratacels de Manhattan a causa de l'ús en pel·lícules anteriors, i van optar per escenaris com "els suburbis, un camp de golf, el ferri de Staten Island, Coney Island i fins i tot Washington, D.C." Una de les primeres seqüències que van presentar com a idea era "veure Spider-Man enganxat a un avió a 10.000 peus, on no tenia cap mena de xarxa de seguretat. ... estàs familiaritzat amb el tipus de zones on ha estat, [així que] per què no capgirar-ho i fer quelcom diferent que la gent no ha vist abans?" El duo va reconèixer que la pel·lícula tenia un enfocament més realista i de menor escala que pel·lícules anteriors, fet que permetia explicar perquè no es necessitava l'ajuda dels superherois de més categoria.
Marvel va encoratjar Daley i Goldstein perquè incloguessin el seu propi humor al guió. Inspirats per la seva experiència treballant en comèdies de situació, els escriptors també van buscar crear una "xarxa de personatges potents" que rodegessin a Parker. L'octubre de 2015, Watts va dir que faria una pel·lícula de coming-of-age on es reflectís el reixement de Parker, citant L'amor no es pot comprar(1987), Say Anything... (1989) i Gairebé famosos (2000) com algunes de les seves pel·lícules preferides d'aquest gènere. Aquest aspecte de la pel·lícula era el que va interessar inicialment a Watts. Després de rellegir els còmics originals del personatge per preparar-se per la pel·lícula, Watts creia que la seva pel·lícula oferia la perspectiva d'una persona normal en un univers Marvel amb elements extraordinaris, fet que considerava una responsabilitat addicional. Els còmics específics que Watts va citar com a influències potencials van ser Ultimate Spider-Man i Spider-Man Loves Mary Jane. El desembre, Oliver Scholl fou contractat com a dissenyador de producció de la pel·lícula.